# Boris Blinow
Boris Władimirowicz Blinow (ros. Бори́с Влади́мирович Блино́в; ur. 6 kwietnia?/19 kwietnia 1909 w Petersburgu, zm. 13 września 1943 w Ałmaty) – radziecki aktor filmowy i teatralny. Zasłużony Artysta RFSRR (1935).
Występował w roli komisarza Dmitrija Furmanowa, którego zagrał w filmie Czapajew (1934). W filmie tym aktorowi udało się w mistrzowski sposób wcielić w rolę przedstawiciela partii – komisarza Furmanowa. Blinow przedstawił zarówno momenty poetycko-heroiczne oraz te, dotyczące życia codziennego, pokazując przy tym inteligencję komisarza oraz jego oddanie sprawie.
Aktor znany jest również z roli sekretarza komitetu rejonowego, którego zagrał w filmie Ziemia woła (1939). W roli tej jest wiernym przyjacielem i doradcą Sokołowej wspierający ją w dobrych i złych chwilach.

## Wybrana filmografia
- 1934: Czapajew[3] jako komisarz Furmanow
- 1935: Młodość Maksyma
- 1936: Przyjaciółki jako ranny komisarz
- 1939: Maksym jako Anatolij Żelezniakow
- 1939: Ziemia woła jako sekretarz komitetu rejonowego
- 1939: Czwarty peryskop[4]
- 1942: Mordercy wychodzą na drogę jako Teo
- 1942: Wojenny almanach filmowy nr 12
- 1943: Czekaj na mnie[3] jako Nikołaj
- 1943: Skrzydlaty dorożkarz[5]
- 1943: Front